# 新潟県道238号加用逆巻線
新潟県道238号加用逆巻線（にいがたけんどう238ごう かようさかさまきせん）は、新潟県中魚沼郡津南町内を通る一般県道である。全線、新潟県・長野県境付近を通過する。

## 概要

### 路線データ
- 起点：新潟県中魚沼郡津南町大字上郷宮野原字下加用（長野県道407号長瀬横倉停車場線交点）
- 終点：新潟県中魚沼郡津南町大字上郷宮野原字逆巻（国道117号交点）

## 地理

### 通過する自治体
- 新潟県中魚沼郡津南町

### 接続する道路
- 長野県道407号長瀬横倉停車場線（起点：津南町大字上郷宮野原字下加用、新潟県・長野県境）
- 新潟県道251号加用今新田津南停車場線（津南町大字上郷宮野原字下加用）
- 新潟県道239号秋山郷森宮野原停車場線（津南町大字上郷宮野原字逆巻 - 逆巻交差点（終点）で重複）
- 国道117号（終点：逆巻交差点）

### 周辺
- 津南町立上郷中学校
- 津南町立上郷小学校
- 宮野原郵便局
- 信濃川

以下は、すべて長野県下水内郡栄村に存在する。
- JR飯山線 森宮野原駅
- 栄村役場
- 栄村立栄中学校
- 堺郵便局
- 道の駅信越さかえ